# Sadao Araki
Sadao Araki (jap. 荒木 貞夫, Araki Sadao, 26. svibnja 1877. – 2. studenoga 1966.), japanski general koji je na Tokijskom procesu osuđen kao ratni zločinac. 

## Životopis
Završio je vojnu akademiju 1898., a potom je otišao na doškolovanje u Europu. Sudjelovao je u Rusko-japanskom ratu.
Bio je oličenje japanskog militarizma i u tom duhu je kao načelnik Vojne akademije obrazovao mlade generacije japanskih časnika. Osnivač je kodoizma (Kōdōha — imperijalni put), pokreta za japansku ekspanziju u istočnoj Aziji.  Bezobzirno i okrutno je rukovodio 1931. operacijama za osvajanje Mandžurije.
Obnašao je nekoliko političkih funkcija pa je tako od 1931. do 1933. ministar rata, 1934. član Vrhovnog ratnog savjeta, a od 1937. do 1939. ministar obrazovanja. Među prvima je insistirao da Japan napusti Ligu naroda.
Za nedjela počinjena za vrijeme okupacije Mandžurije proglašen je za ratnog zločinca i 12. studenog 1948. osuđen na doživotni zatvor. U lipnju 1955. prijevremeno je pušten iz zatvora.